# Deoksyrybonukleazy
Deoksyrybonukleazy, w skrócie DN-azy – enzymy hydrolityczne z grupy nukleaz katalizujące hydrolizę łańcucha DNA na krótsze łańcuchy lub pojedyncze nukleotydy. Miejscem ataku deoksyrybonukleaz jest wiązanie fosfodiestrowe w szkielecie fosfocukrowym DNA.
W zależności od miejsca działania w łańcuchu DNA rozróżnia się egzodeoksyrybonukleazy, które trawią łańcuchy DNA, odrywając nukleotydy wyłącznie z ich końców, oraz endodeoksynukleazy działające w dowolnym miejscu wzdłuż łańcucha. Do endonukleaz należą enzymy restrykcyjne, przecinające łańcuch DNA w miejscu występowania określonych sekwencji nukleotydów.
Do podstawowych typów znanych deoksyrybonukleaz należą DN-aza I i DN-aza II.
Deoksyrybonukleazy pochodzenia trzustkowego należą do enzymów trawiennych.